# Burjassot Club de Futbol
El Burjassot Club de Fútbol és un club de futbol de la ciutat de Burjassot, (l'Horta, País Valencià). Va ser fundat el 1913 com Club Verano Burjassot. Posteriorment al 1914 es fusiona amb el club Los ingenuos. Al temps de la II República, la denominació del club canvià a CD Republicano Arxivat 2016-11-06 a Wayback Machine.. A la temporada 2024-2025 juga a la Lliga Segona FFCV a l'estadi Los Silos.

## Uniforme
- Samarreta: a franges verticals grogues i violeta
- Pantaló: blanc

## Història
- 1 temporada a Segona divisió
- 20 temporades a Tercera divisió
- Regional Preferent (5a categoria): 13 temporades aproximadament, amb ascensos i descensos periòdics.
- Primera Regional (6a categoria): 3 temporades.
- Segona FFCV (8a categoria): Actualment jugant a aquesta categoria. Almanco 2.

Millor posició: 6é – 1939/1940 – Segona divisió
Últimes temporades:
- 2001/2002: - Tercera Divisió - 2n
- 2002/2003: - Tercera Divisió - 12é
- 2003/2004: - Tercera Divisió - 17é
- 2004/2005: - Tercera Divisió - 11é
- 2005/2006: - Tercera Divisió - 5é
- 2006/2007: - Tercera Divisió - 6é
- 2007/2008: - Tercera Divisió - 11é
- 2008/2009: - Tercera Divisió - 7é
- 2009/2010: - Tercera Divisió - 12é
- 2010/2011: - Tercera Divisió - 18é
- 2011/2012: Regional Preferent (5a categoria) – 13è lloc.
- 2012/2013: Regional Preferent  (5a categoria) – 2n lloc.
- 2013/2014: Regional Preferent (5a categoria) – 8è lloc.
- 2014/2015: Regional Preferent (5a categoria) – 16è lloc.
- 2015/2016: Primera Regional (6a categoria) – 1r lloc.
- 2016/2017: Regional Preferent (5a categoria) – 9è lloc.
- 2017/2018: Regional Preferent (5a categoria) – 5è lloc.
- 2018/2019: Regional Preferent (5a categoria) – 7è lloc.
- 2019/2020: Regional Preferent (5a categoria) – 17è lloc.
- 2020/2021: Regional Preferent (5a categoria) – 14è lloc.
- 2021/2022: Primera Regional (7a categoria) – 11è lloc.
- 2022/2023: Primera Regional (7a categoria) – 13è lloc.
- 2023/2024: Segona FFCV (8a categoria) – 3r lloc.
- 2024/2025: Segona FFCV (8a categoria) –